# Calle del Vallejo
La calle del Vallejo es una vía pública de la ciudad española de Segovia.

## Descripción
La vía nace de la calle de Valdeláguila y discurre hasta conectar con la del Barranco. En su momento, principiaba en la plazuela del mismo nombre, que ya desapareció. Su título se explica por estar en una hondonada. Aparece descrita en Las calles de Segovia (1918) de Mariano Sáez y Romero con las siguientes palabras:

Vallejo.—Desde la plazuela del Vallejo llega a la bajada de la Puerta de Santiago y barrio de San Marcos y al sitio conocido por la Cuesta del Doctoral. La calle es en cuesta y sin casas de importancia y su nombre es derivado de valle, vallejo, por ser sitio éste y el de la plazuela próxima en bajo entre otras alturas y conocido así por el vulgo antes de su indicación oficial.
(Sáez y Romero, 1918, pp. 188-189)